# 1421 Есперанто
1421 Есперанто (енгл. 1421 Esperanto) је астероид главног астероидног појаса са пречником од приближно 43,31 .
Афел астероида је на удаљености од 3,340 астрономских јединица (АЈ) од Сунца, а перихел на 2,836 АЈ.
Ексцентрицитет орбите износи 0,081, инклинација (нагиб) орбите у односу на раван еклиптике 9,807 степени, а орбитални период износи 1982,815 дана (5,428 година).
Апсолутна магнитуда астероида је 10,30 а геометријски албедо 0,071.
Астероид је откривен 18. марта 1936. године.